# Pycnoscelus niger
Pycnoscelus niger es una especie de cucarachas del género Pycnoscelus, familia Blaberidae.

## Historia
Fue descrito por primera vez en 1865 por Brunner.